# Ostrówek-Kolonia (powiat lubartowski)
Ostrówek-Kolonia – kolonia w Polsce położona w województwie lubelskim, w powiecie lubartowskim. Obok miejscowości przepływa niewielka rzeka Mogielnica, dopływ Wieprza.
Kolonia jest sołectwem, siedzibą gminy Ostrówek. Według Narodowego Spisu Powszechnego z roku 2011 kolonia liczyła 372 mieszkańców.
W latach 1975–1998 miejscowość należała administracyjnie do województwa lubelskiego.
Wierni Kościoła rzymskokatolickiego należą do parafii Matki Bożej Częstochowskiej w Ostrówku.